# Coutiches
Coutiches település Franciaországban, Nord megyében. Lakosainak száma 3341 fő (2022. január 1.). Coutiches Auchy-lez-Orchies, Bersée, Bouvignies, Faumont, Flines-lez-Raches és Orchies községekkel határos.

## Népesség
A település népességének változása:
| Lakosok száma | 2867 | 2988 | 3055 | 3014 | 3041 | 3077 | 3151 | 3246 | 3341 |
|               | 2013 | 2015 | 2016 | 2017 | 2018 | 2019 | 2020 | 2021 | 2022 |